# Поклонение пастухов (Эль-Греко, Бухарест)
«Поклонение пастухов» (исп. Adoración de los pastores) — картина испанского художника Эль Греко, написанная на традиционный библейский сюжет в 1596 году. Ныне она является частью Европейской коллекции Национального музея искусств Румынии. Эта необычайно высокая картина входит в серию подобных полотен, которые художник создал в рамках своего заказа 1596 года, когда ему было поручено создать шесть полотен для главного алтаря Коллегии доньи Марии де Арагон, располагавшегося в мадридском здании, которое впоследствии было значительно перестроено и преобразовано в Дворец Сената. Подпись Эль Греко на греческом языке поставлена на изображённой бумажке в левом нижнем углу картины.

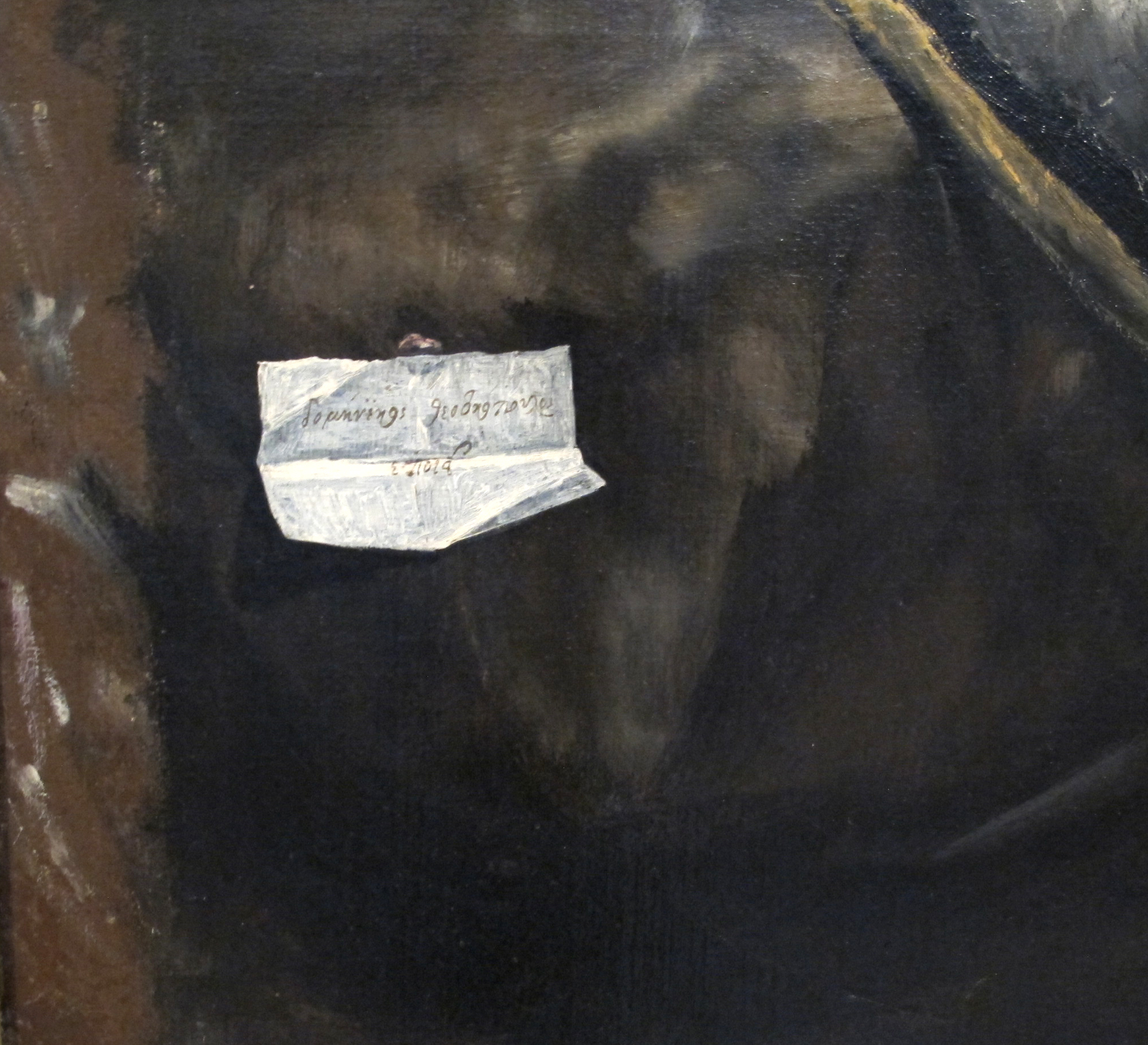
«Обманывающее изображение» бумажки с подписью художника на греческом языке

Согласно сохранившейся документации, картина должна быть закончена и доставлена заказчику к Пасхе 1599 года, но была отправлена из Толедо в Мадрид лишь в 1600 году, а окончательные расчёты за заказ для главного алтаря были произведены в сентябре того же года.
Ничего неизвестно ни о внешнем облике алтаря, где среди прочих было размещено «Поклонение пастухов», ни о высоте первоначальной экспозиции картин, ни о личности заказчика картин, поскольку алтарь был демонтирован во время французской оккупации Испании во времена Наполеона. Известно, что заказ состоял из шести картин и шести скульптур, которые должны были визуально представлять идею боговоплощения, отображённую в названии часовни, а также, что эти работы являлись предметом множества богословских споров в тогдашней Испании. Скульптуры его были утеряны, а пять из шести картин оказались в собрании мадридского музея Прадо.

## Два мира на картине
Искривлённые тела являются характерной чертой «Поклонения пастухов», как и многих других алтарных картин Эль Греко. Иногда его полотна устанавливались на уровне пола, а иногда помещались высоко над зрителем, поэтому неизвестно, учитывал ли художник при своей работе зрительную перспективу. Как и в более ранних произведениях Эль Греко, посвящённых библейской теме, земной мир показан в нижней половине картины, а божественный — в верхней половине.

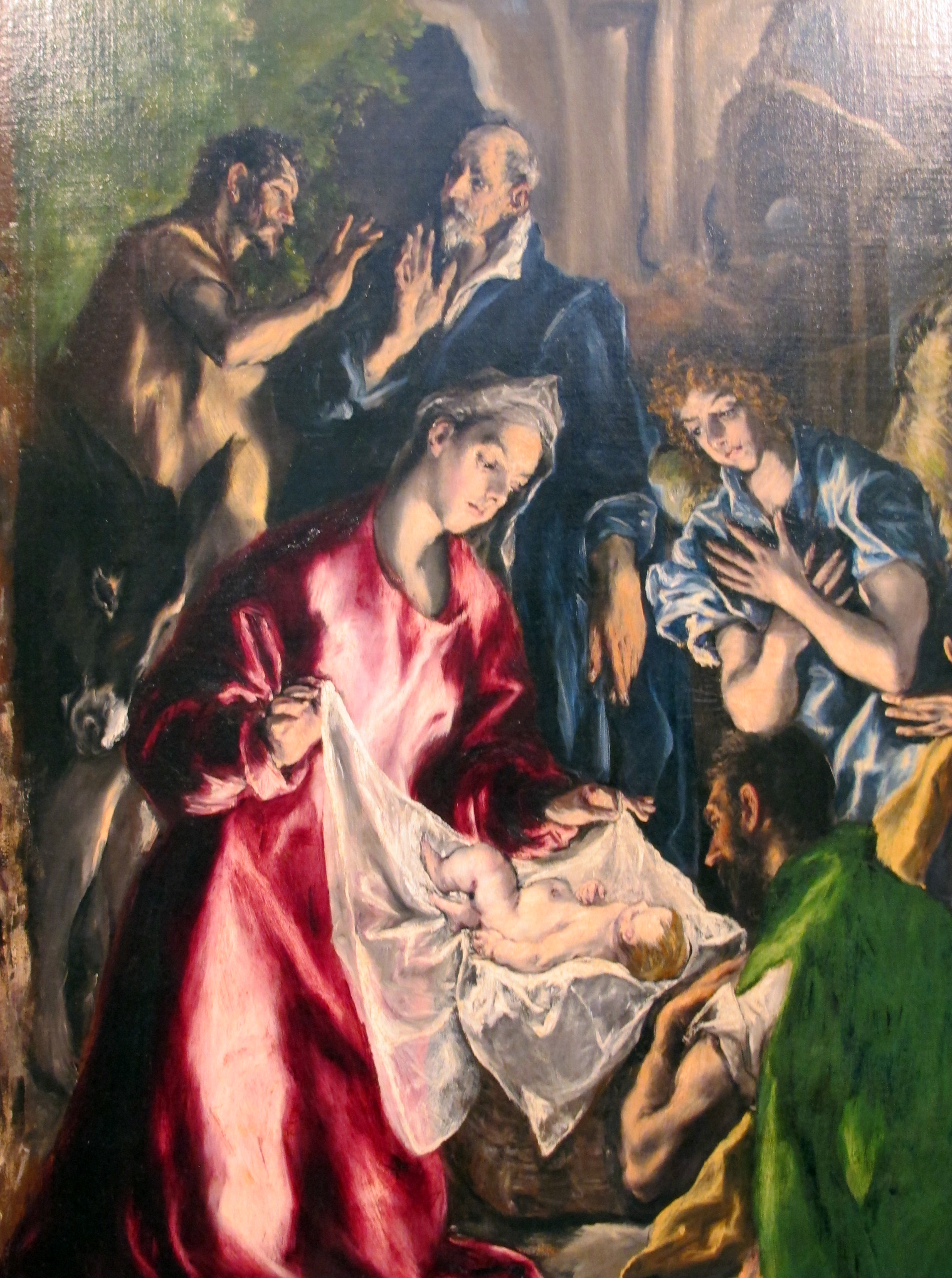
Деталь с изображением земного мира.
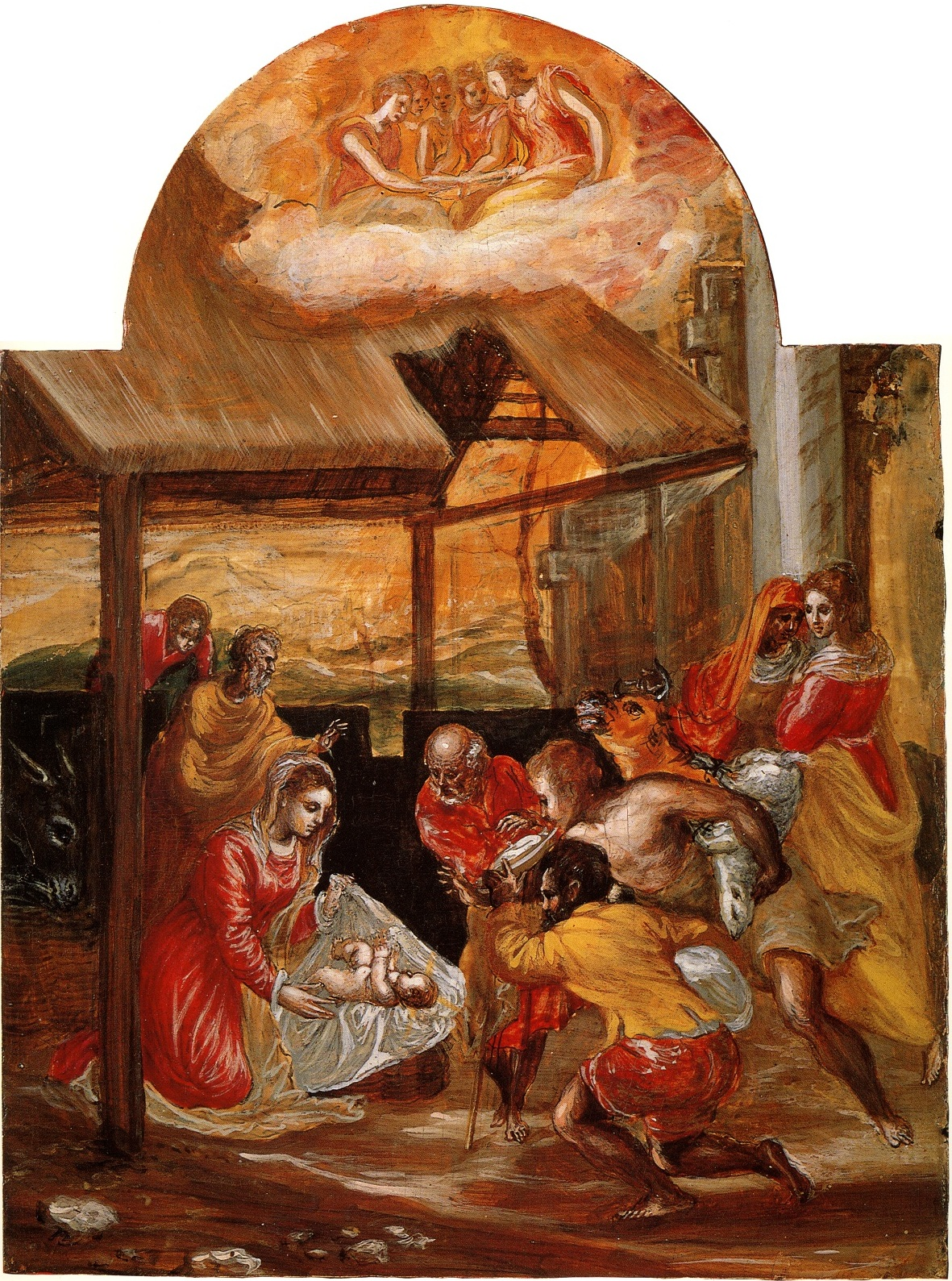
Самая ранняя известная картина Эль Греко на этот сюжет, написанная для Моденского триптиха
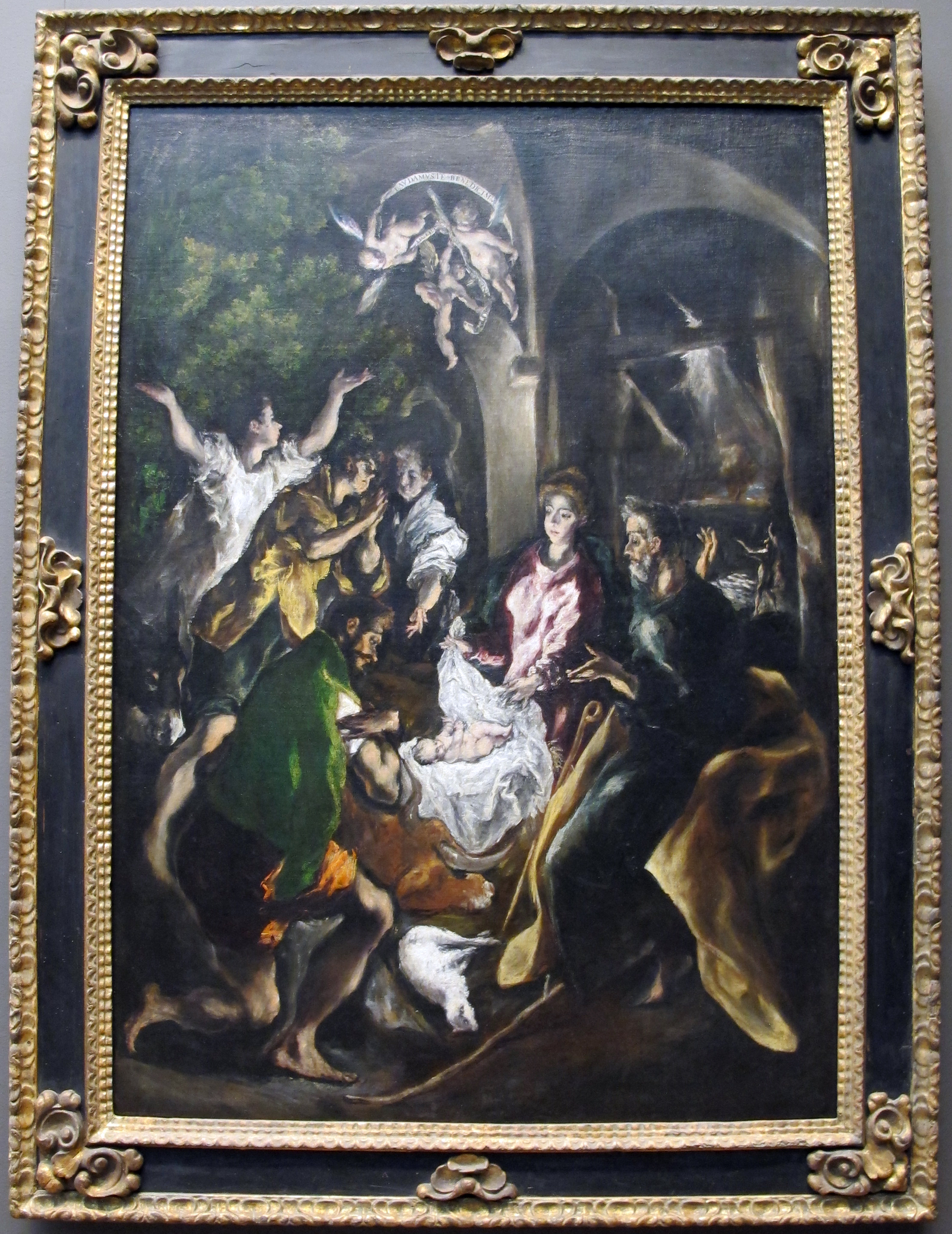
Картина Эль Греко 1597 года на тот же сюжет, хранящаяся в Метрополитен-музее
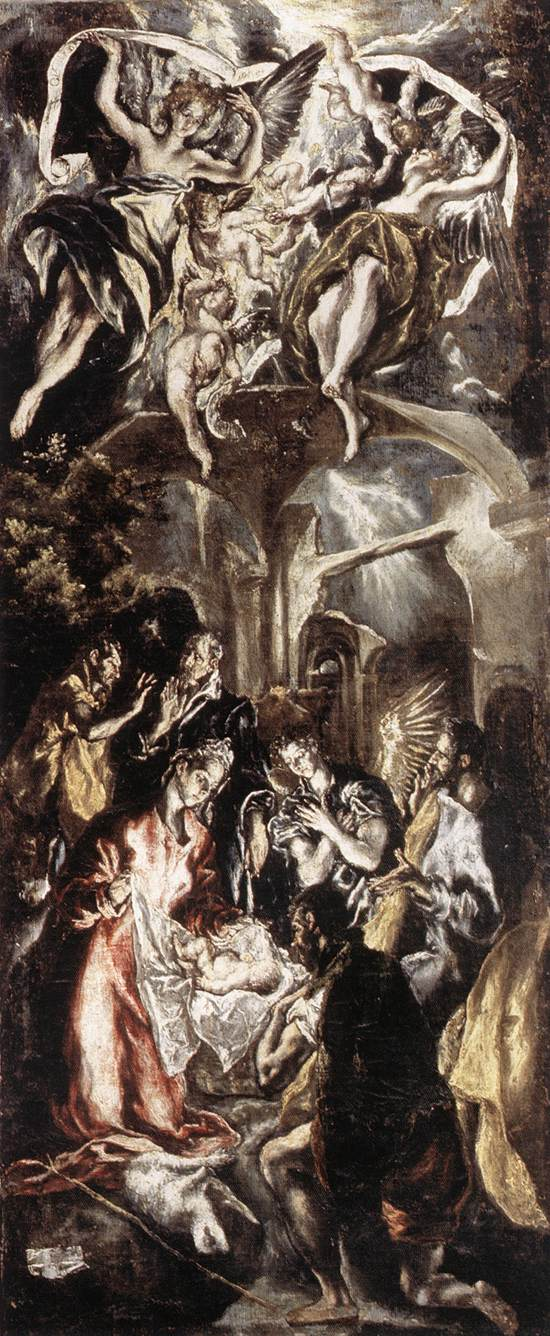
Малая копия картины, хранящаяся в Риме

## Судьба картины
Картины Эль Греко на тему Рождества пользовались большой популярностью на протяжении всей его карьеры, и шесть из них были перечислены в описи имущества его сына Хорхе Мануэля в 1621 году. Это объясняет, почему эта картина оказалась отделённой от остальной части алтаря, поскольку она, возможно, была самой популярной из них. Уменьшенная копия этой картины, написанная в 1598 году, хранится в собрании римской Национальной галереи старинного искусства.